# Capparidastrum quinum
Capparidastrum quinum är en kaprisväxtart som först beskrevs av James Francis Macbride, och fick sitt nu gällande namn av Cornejo och Iltis. Capparidastrum quinum ingår i släktet Capparidastrum och familjen kaprisväxter. Inga underarter finns listade i Catalogue of Life.